# Cis baeri
Cis baeri es una especie de coleóptero de la familia Ciidae.

## Distribución geográfica
Habita en Argentina.